# فانتازم (فلم)
فانتازم (بالإنجليزية: Phantasm) هو فيلم رعب تم إنتاجه في الولايات المتحدة وصدر سنة 1979 بطولة أنجس سكريم وريجي بانستر وهو الجزء الأول في سلسلة أفلام «فانتازم».

## القصة
يتورط مراهق وأصدقائه مع رجل يعرف باسم «تال مان 'الرجل الطويل'» الذي يملك عدة أسلحة قاتلة وغريبة.

## الميزانية والإيرادات
كلف الفيلم 300,000 دولار وحقق أرباح تقدر بـ 12 مليون دولار أي أنه حقق نجاح معتبر.

## روابط خارجية
- مقالات تستعمل روابط فنية بلا صلة مع ويكي بيانات